# 房官营水库
房官营水库是中国河北省唐山市迁西县境内的一座水库，位于滦河系朱家河上，建于1978年。水库正常库容为580万立方米，集雨面积为25平方千米，海拔为68米。